# Surrey Iron Railway
Die Surrey Iron Railway (SIR) war die erste öffentlich zugängliche Eisenbahnlinie der Welt. Sie führte von Wandsworth über Mitcham nach Croydon in der Grafschaft Surrey (heute alles Stadtteile im Süden von London). Sie wurde am 26. Juli 1803 eröffnet und diente ausschließlich dem Güterverkehr. Der verantwortliche Ingenieur war William Jessop, die Spurweite betrug 4 Fuß und 2 Zoll (1270 mm).
Im 19. Jahrhundert waren in Großbritannien bereits zahlreiche Bahnstrecken für Pferdefuhrwerke errichtet worden. Diese waren jedoch immer Teil eines Kanalprojekts bzw. dienten dem Transport von abgebauten Bodenschätzen zu Verladeplätzen an Schifffahrtswegen. Der ursprüngliche Plan aus dem Jahr 1799 sah auch zwischen Wandsworth und Croydon einen Kanal vor. Doch die Wasserentnahme aus den nahe gelegenen Bächen und dem Fluss Wandle hätte die Stilllegung zahlreicher mit Wasserkraft angetriebener Mühlen und Fabriken zur Folge gehabt.
Bei der Surrey Iron Railway handelte es sich nicht um eine Eisenbahn im modernen Sinne, da sie wie eine Mautstraße funktionierte: Es gab keinen festen Fahrplan und jeder konnte die Bahn nach Bezahlung einer Maut mit seinen eigenen Pferden und Wagen befahren. Die 14,5 km lange Strecke begann an einem Dock an der Themse und folgte dem Fluss Wandle nach Croydon; eine kurze Zweigstrecke führte von Mitcham nach Hackbridge. Als Croydon, Merstham and Godstone Railway wurde die Strecke im Jahr 1805 von Croydon über Purley und Coulsdon zu den Steinbrüchen in Merstham verlängert (dieser Abschnitt war bis 1838 in Betrieb).
Die zunehmende Verbreitung von schnelleren und stärkeren Dampflokomotiven bedeutete das Ende der Pferdebahn; 1846 wurde die SIR stillgelegt. Die Wimbledon and Croydon Railway eröffnete 1855 einen Teil der Strecke wieder, die elf Jahre später ins Netz der London, Brighton and South Coast Railway integriert wurde. Auf einem bedeutenden Teil der einstigen SIR-Route verkehrt heute die Tramlink-Straßenbahn.